# Eipic
Eipic is een restaurant in Belfast, Noord-Ierland. Het restaurant heeft sinds 2016 een Michelinster.
Chef-kok van "Eipic" is Alex Green. Hij nam eind september 2017 de leiding over van Danni Barry. Eigenaar van het restaurant is Michael Deanes, die eerder een ster verwierf als chef-kok van Deanes Restaurant. De Michelinster toegekend voor 2018 is echter nog gebaseerd op het koken van Barry.

## Onderscheidingen
- Michelinster 2016, 2017
- RAI awards (Restaurant Association of Ireland). Best Newcomer 2015[4][5]